# Beck: L'ull de la tempesta
Beck: L'ull de la tempesta (suec: Beck – I stormens öga) és una pel·lícula de 2009 sobre el detectiu de la policia suec Martin Beck, dirigida per Harald Hamrell. És la 25a pel·lícula de la sèrie de l'inspector en cap Martin Beck amb Peter Haber en el paper de Beck i Mikael Persbrandt com a Gunvald Larsson. El productor és Lars Blomgren i la productora Filmlance. Ha estat doblada al català.

## Argument
Martin Beck i els seus col·legues estan vinculats pel descobriment d'un cos femení cremat amb la caça d'un grup d'ecologistes implicats en el terrorisme transfronterer. Gunvald Larsson coneixia la dona que es creia va ser assassinada i el SÄPO (Serveis de Seguretat Suecs) sospita que hi estava implicat. Mentre els terroristes planifiquen un atac que podria tenir conseqüències nefastes, Gunvald està oficialment fora del cas.

## Repartiment
- Peter Haber com a Martin Beck
- Mikael Persbrandt com a Gunvald Larsson
- Måns Nathanaelson com a Oskar Bergman
- Ingvar Hirdwall com a veí de Martin Beck
- Sven Ahlström com a Tore Wiman
- Ann-Sofie Rase com a Anita Åstrand
- Kirsti Torhaug com a Kim Reeshaug
- Christoffer Hedén com a Tom Reeshaug
- Daniel Götschenhielm com a Lars Behger
- Stephen Rappaport
- Daniel Goldmann
- Suzanna Dilber
- Johannes Alfvén
- Erik Johansson
- Tobias Aspelin
- Marianne Sand Näslund
- Leila Haji com a Merlina